# Vestalis beryllae
Vestalis beryllae är en trollsländeart som beskrevs av Harry Hyde Laidlaw, Jr. 1915. Vestalis beryllae ingår i släktet Vestalis och familjen jungfrusländor. Inga underarter finns listade i Catalogue of Life.